# رالف کاللند
رالف کاللند (انگلیسی: Ralph Calland; ۵ ژوئیهٔ ۱۹۱۶ – تاریخ ورودی نامعتبر است) بازیکن فوتبال اهل بریتانیا بود.
از باشگاه‌هایی که در آن بازی کرده‌است می‌توان به باشگاه فوتبال چارلتون اتلتیک اشاره کرد.